# Rue de la Fraternité (Paris)
Pour les articles homonymes, voir Rue de la Fraternité.
La rue de la Fraternité est une voie du 19e arrondissement de Paris.

## Situation et accès

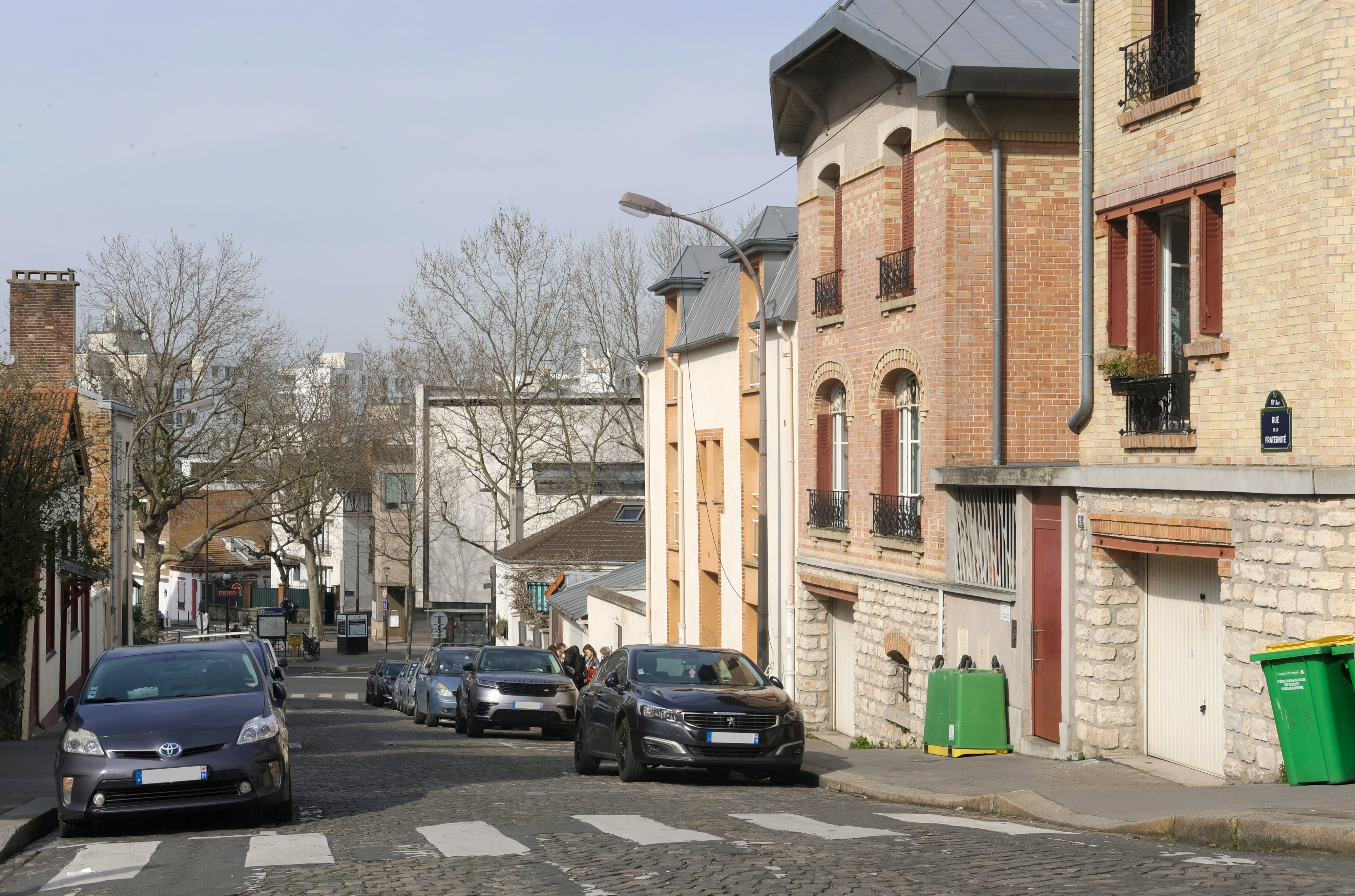
La rue de la Fraternité en 2024, en direction de la place Rhin-et-Danube.

La rue de la Fraternité est une voie publique située dans le 19e arrondissement de Paris. Elle débute au 31, rue de la Liberté et 1, rue de l'Égalité et se termine au 52, rue David-d'Angers à proximité de la place Rhin-et-Danube.

## Origine du nom
Ce nom rappelle la devise de la République française : « Liberté, Égalité, Fraternité ».

## Historique
Cette voie est ouverte sous sa dénomination actuelle en 1889, en même temps que la rue de l'Égalité et la rue de la Liberté car l'année 1889 marquait le centenaire de la Révolution française.

Lotissement du quartier entre 1861 et 1899
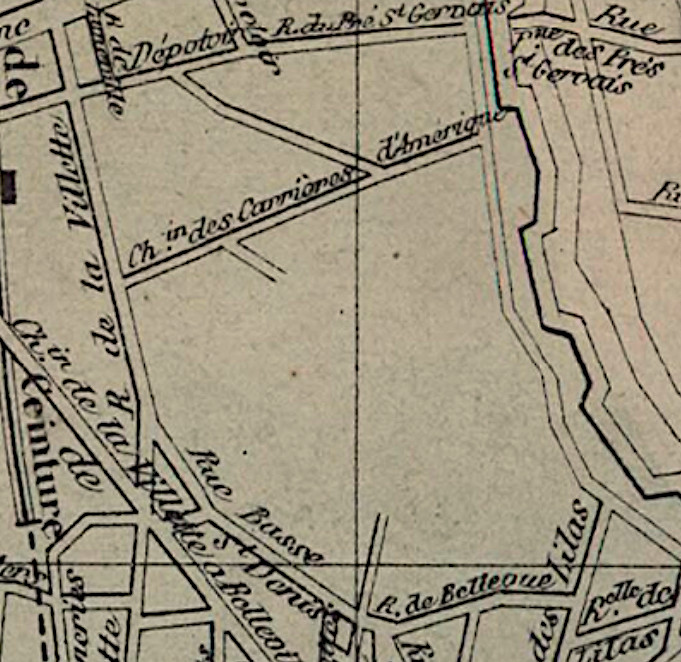
En 1861.
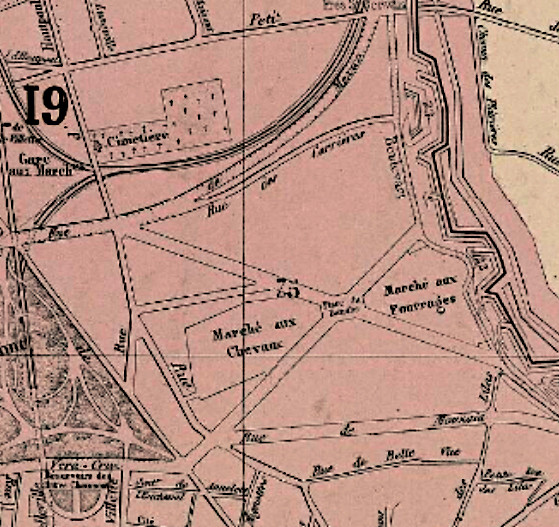
En 1878.
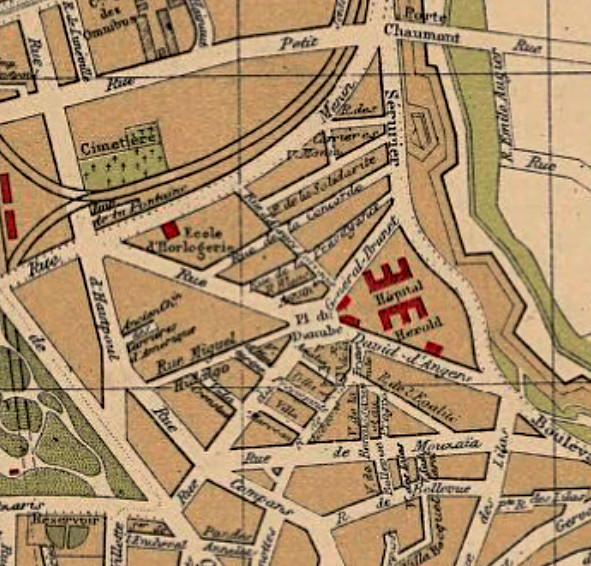
En 1899.